# Kloster San Pedro de Arlanza

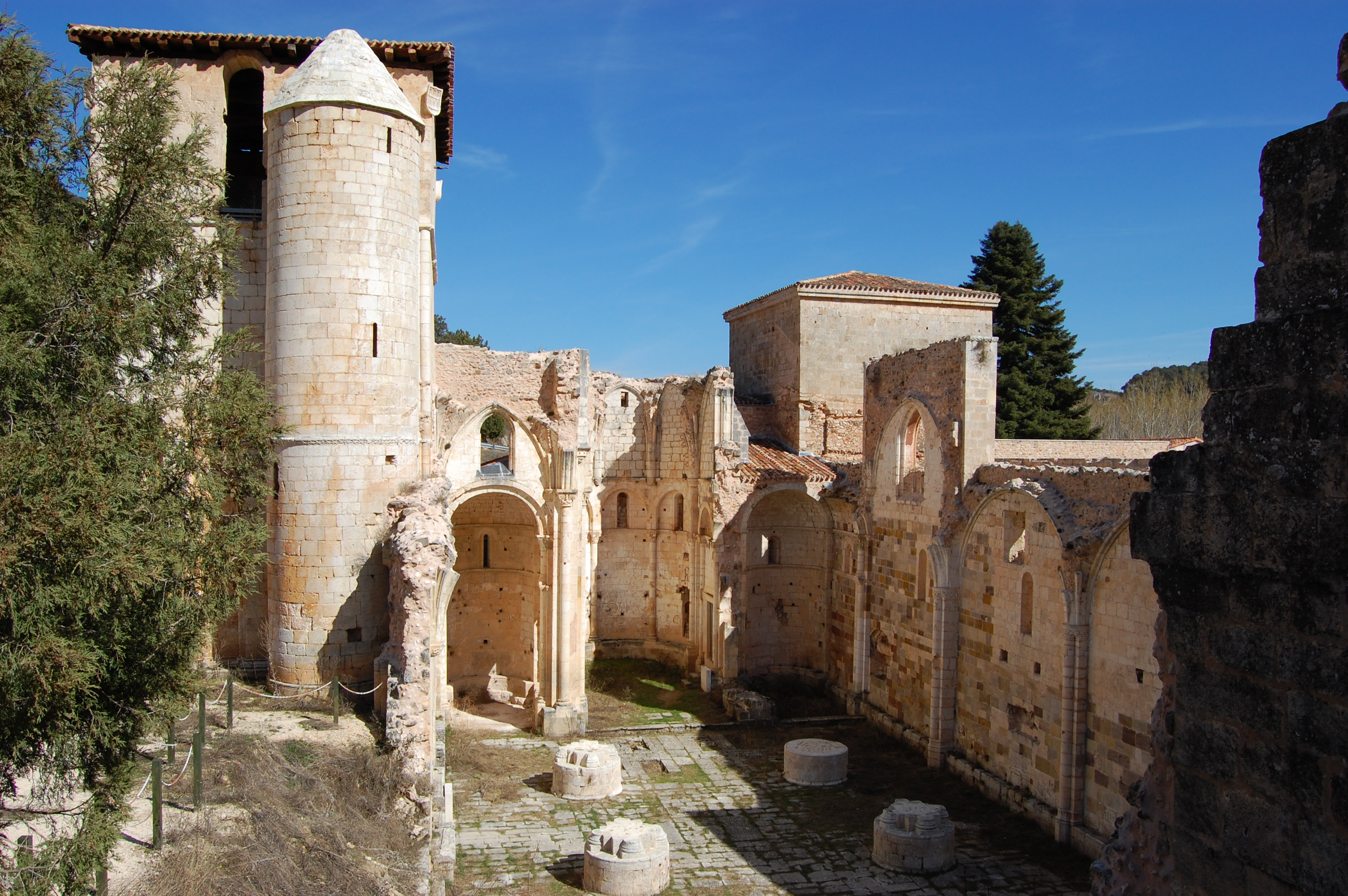
Kloster San Pedro de Arlanza – Ruine der Klosterkirche

Das im frühen 10. Jahrhundert gegründete ehemalige Benediktiner-Kloster San Pedro de Arlanza war jahrhundertelang eines der bedeutendsten Klöster Kastiliens, später dann Spaniens. Vielleicht noch vor Covarrubias gilt es als „Wiege Kastiliens“ (Cuna de Castilla). Heute sind nur noch die Ruinen der Klosterkirche, des Kreuzgangs und der anschließenden Wirtschaftsgebäude zu sehen.

## Lage
Das Kloster liegt auf ca. 940 m Höhe im Tal des Río Arlanza (Entfernung zum Fluss ca. 500 m) im Norden der kleinen Ortschaft Hortigüela, die ihre Existenz ganz wesentlich dem ehemaligen Kloster verdankt. Die Entfernung nach Burgos beträgt etwa 45 km (Fahrtstrecke) in nordwestlicher Richtung. Der mittelalterliche Ort Covarrubias liegt etwa 15 km westlich; das sehenswerte Renaissancestädtchen Lerma befindet sich weitere 23 km westlich.

## Geschichte
Das dem Apostel Petrus geweihte Kloster wurde angeblich im Jahr 912 von dem kastilischen Grafen Fernán González (* um 910; † 970) und seiner Gemahlin Sancha gegründet, was kaum möglich ist, weil der zukünftige Graf damals noch ein Kind war. Entweder wäre demnach sein Vater Gonzalo Fernandez der Gründer des Klosters, oder die Datierung in den beiden Urkunden ist nicht exakt und müsste um etliche Jahre nach hinten verschoben werden. Die Gebeine des Grafen und seiner Frau wurden jedenfalls nach ihrem Tod in dem Kloster beigesetzt; im Zuge der Auflösung der Kirchengüter (desamortisatión) in den Jahren 1835–1841 wurden sie in die Kollegiatkirche San Cosme y San Damián nach Covarrubias übergeführt. Die heutige Kirche und der Kreuzgang (claustro) stammen ursprünglich aus dem späten 11. Jahrhundert, die Kirche wurde jedoch später im gotischen Stil eingewölbt und teilweise umgebaut. Der alte Kreuzgang wurde im 16. Jahrhundert abgerissen und im Stil der Renaissance umfassend erneuert.

## Architektur

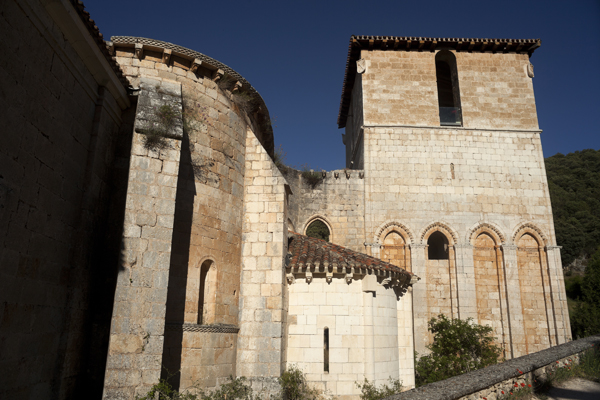
Apsiden und Nordturm

Am deutlichsten wird der romanische Charakter der Klosterkirche beim Blick auf das Äußere der Apsiden und den nur wenige Jahre späteren Nordturm. Das Innere der Kirche zeugt dagegen eher vom Umbau im gotischen Stil.

### Torbau
Am besten erhalten ist der doppelgeschossige Torbau des Klosters aus dem 16. Jahrhundert. Über dem Portal findet sich eine Reiterfigur Santiago Matamoros des hl. Jakobus als Maurentöter, gerahmt von vier Zierobelisken mit Kugelaufsätzen. Unmittelbar dahinter schließt sich – als eine Art Empfangshof – der sogenannte „Kleine Kreuzgang“ (claustro minor) aus derselben Zeit an.

### Kirche
Vom Ursprungsbau der dreischiffigen Klosterkirche sind noch der Grundriss, die beiden unteren Ebenen der Apsiden und einige romanische Kapitelle auf den Wandvorlagen der Seitenschiffe geblieben. Auch der massive – im unteren Teil durch spitzbogige, aber maßwerklose Blendarkaden gegliederte und von einem runden Treppenturm begleitete – Nordturm stammt aus der Zeit um 1200. Das zurückhaltend mit abstrakten Ornamenten geschmückte romanische Portal, welches insgesamt dem Portal von Jaramillo de la Fuente ähnelt, wurde im Jahre 1895 in das Museo Arqueológico Nacional de España nach Madrid verbracht. Vom Umbau im gotischen Stil stammen einige hochgelegene Fensteröffnungen und die Wandvorlagen, die in die Rippengewölbe der Seitenschiffe überleiteten – in der Hauptapsis wird durch den Aufsatz eines gotischen Obergadens sogar ein Triforium imitiert. Das Rippengewölbe der Hauptapsis war mit freiem Maßwerk außergewöhnlich kunstvoll gestaltet.

### Kreuzgang
Vom romanischen Kreuzgang ist nichts erhalten; der heutige Bau stammt aus dem 16. Jahrhundert. Sein Untergeschoss zeigt große Arkadenbögen mit mehrfach zurückgestuften Gewänden, während das Obergeschoss von doppelten Fensterarkaden geprägt ist.

## Ausstattung
Beim Abriss der Kirche wurden einige mittelalterliche Freskenreste freigelegt, die um das Jahr 1300 datiert werden und heute im Museu Nacional d’Art de Catalunya (MNAC) in Barcelona aufbewahrt werden. Zwei besonders schöne Stücke fanden ihren Weg in das Cloisters-Museum in New York.

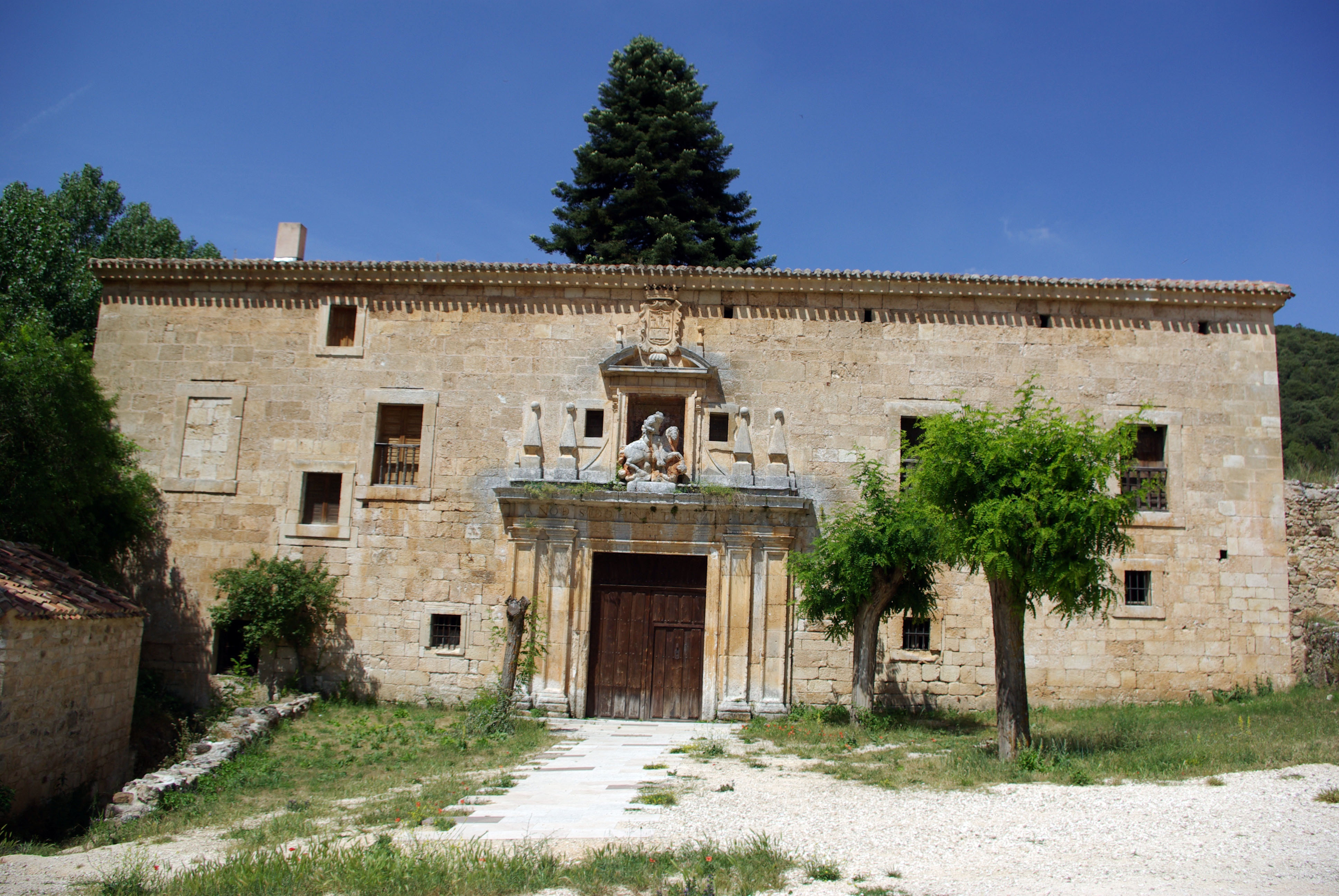
Torbau des Klosters
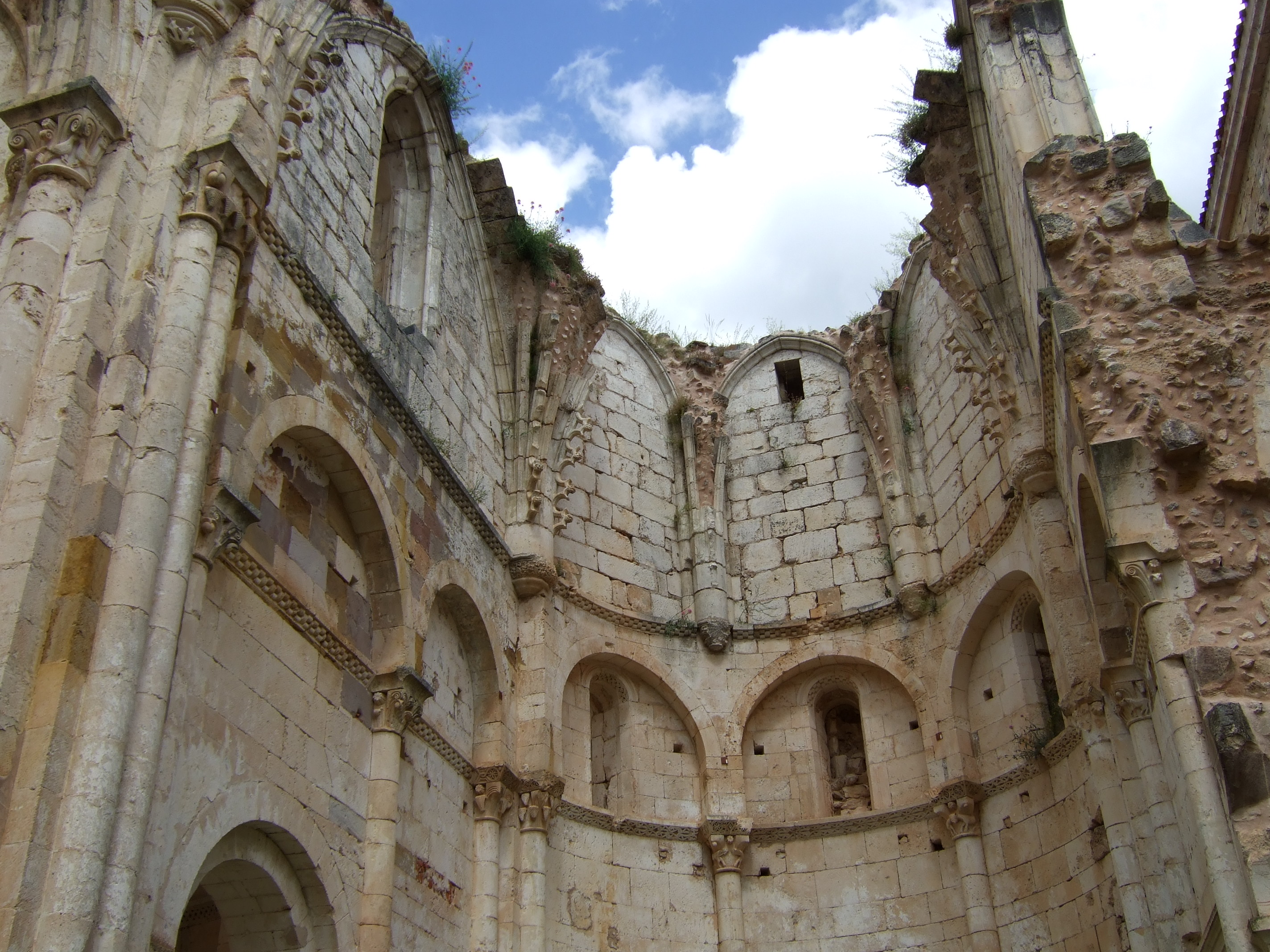
Hauptapsis mit Triforium und Obergaden
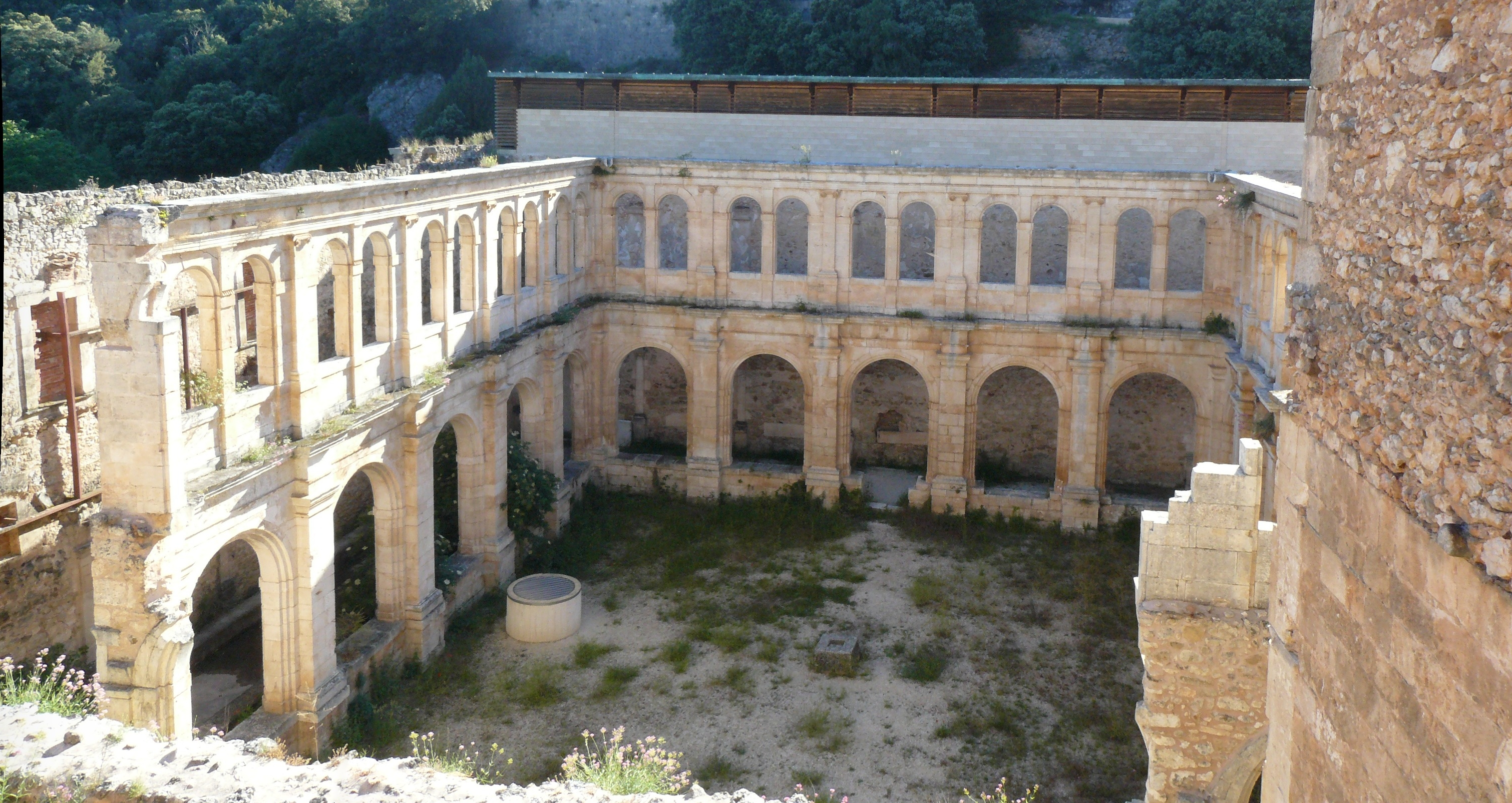
Ruinen des Kreuzgangs
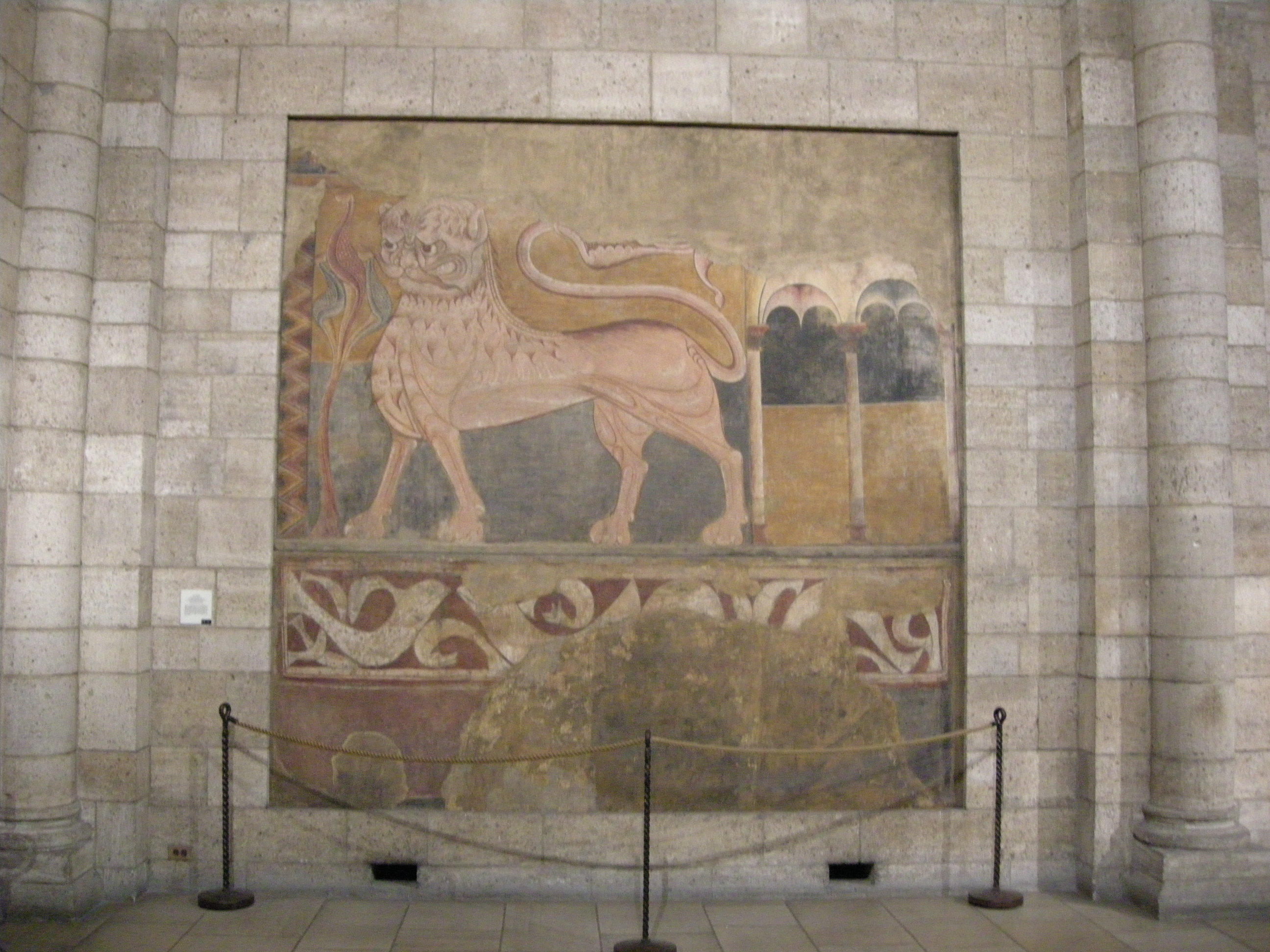
Fresko eines schreitenden Löwen (Cloisters – New York)